# Vittorio Storaro
Vittorio Storaro (Roma, 24 de junio de 1940) es un director de fotografía italiano, ganador de 3 premios Óscar de Hollywood.

## Biografía
Hijo de un proyeccionista de cine, Storaro empezó estudiando fotografía a los 11 años, y comenzó los estudios formales de cinematografía en la italiana Escuela Nacional de Cine, Centro Sperimentale di Cinematografia, a los 18. Trabajó como operador de cámara durante muchos años y su primer film como director de fotografía fue Giovinezza, Giovinezza (Youthful, Youthful) en 1968.
Ha trabajado con muchos directores de cine destacados, en concreto con Bernardo Bertolucci, con el que ha tenido una larga colaboración, así como con Francis Ford Coppola, Warren Beatty y Carlos Saura.
Algunos de sus trabajos más destacados son: Novecento, El conformista, El último tango en París, El último emperador, Apocalypse Now, One from the Heart (Corazonada), Rojos, Bulworth, El cielo protector, Tucker: The Man and His Dream, Tango, Goya en Burdeos.
El primer éxito estadounidense de Storaro fue Apocalypse Now, dirigida por Francis Ford Coppola en 1979, por la que ganó su primer Óscar. Coppola dio a Storaro total libertad para recrear la atmósfera visual del film, lo que, según muchos críticos, la ha convertido en una de las películas visualmente más espectaculares de todos los tiempos. Ha recibido el Óscar también por Rojos (1981) y El Último Emperador (1987). Recibió su cuarta, y hasta el momento última, nominación al Óscar por su trabajo en la película Dick Tracy (1990) de Warren Beatty.

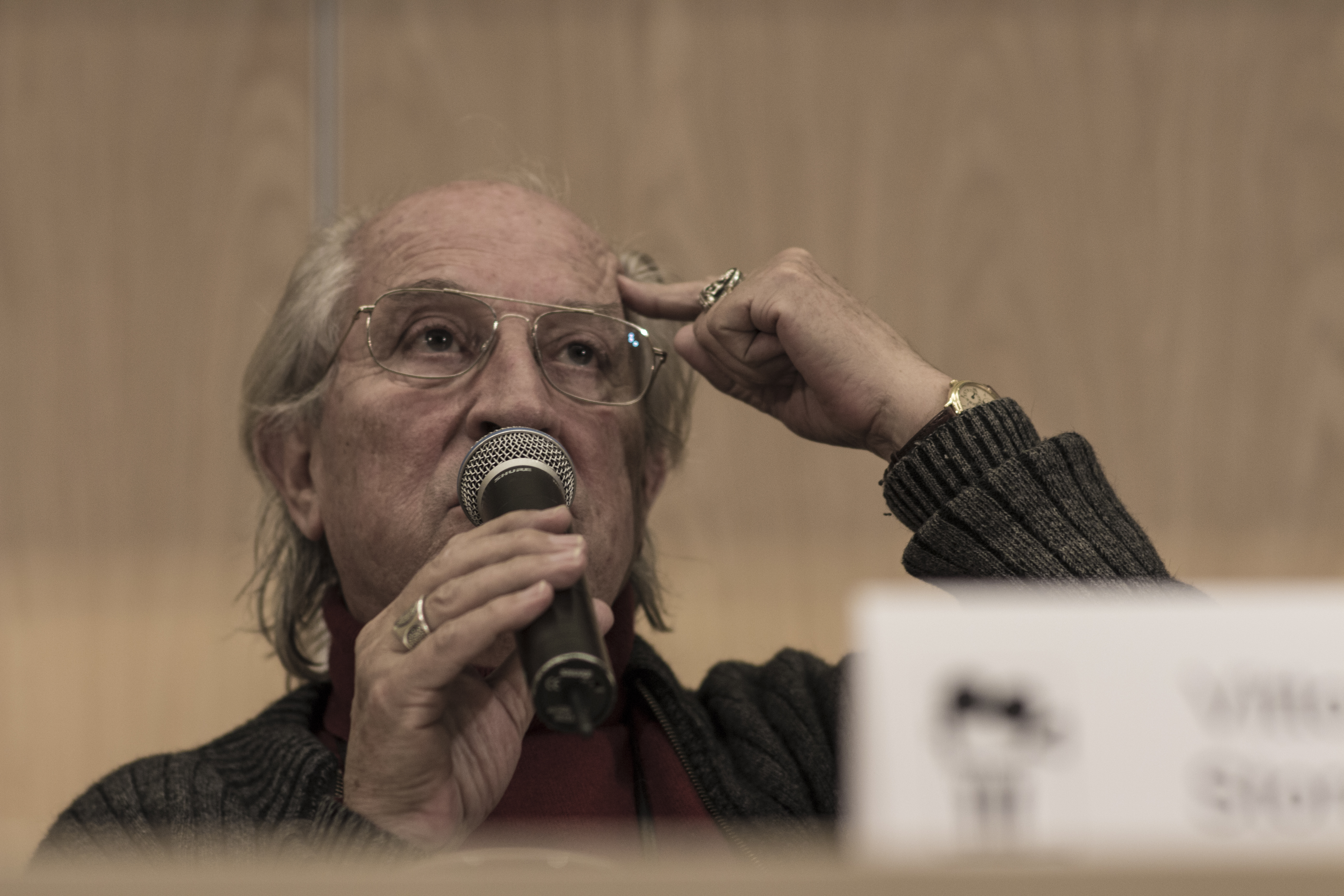
Vittorio Storaro en el festival Camerimage 23 en Polonia, 2015. Hablando acerca de como el color nos afecta físicamente.

Storaro es considerado como un maestro de la dirección de fotografía en el cine. Su trabajo se inspira en la teoría de los colores de Johann Wolfgang von Goethe, centrada en el efecto psicológico que tienen los diferentes colores y la manera en que dichos colores influyen en la percepción de las diferentes emociones; en este aspecto, sus trabajos con Carlos Saura se cuentan entre los más completos. Junto con su hijo, Fabrizio Storaro, ha creado Univisium, formato que pretende unificar todas las futuras producciones televisivas y cinematográficas en una sola relación de aspecto: 2:1. En 2002, Storaro terminó el primero de una serie de libros acerca de su filosofía sobre la cinematografía.

## Premios y reconocimientos
Premios Óscar
| Año  | Categoría        | Trabajo nominado    | Resultado |
| ---- | ---------------- | ------------------- | --------- |
| 1980 | Mejor fotografía | Apocalypse Now      | Ganador   |
| 1982 | Mejor fotografía | Reds                | Ganador   |
| 1988 | Mejor fotografía | El último emperador | Ganador   |
| 1991 | Mejor fotografía | Dick Tracy          | Nominado  |

Medallas del Círculo de Escritores Cinematográficos
| Año  | Categoría        | Trabajo nominado         | Resultado |
| ---- | ---------------- | ------------------------ | --------- |
| 1998 | Mejor fotografía | Tango, no me dejes nunca | Ganador   |